# Rodeo, Durango
Rodeo är en ort i Mexiko.   Den ligger i kommunen Rodeo och delstaten Durango, i den centrala delen av landet, 800 km nordväst om huvudstaden Mexico City. Rodeo ligger 1 348 meter över havet och antalet invånare är 3 846.
Terrängen runt Rodeo är kuperad söderut, men norrut är den platt. Runt Rodeo är det glesbefolkat, med 9 invånare per kvadratkilometer. Rodeo är det största samhället i trakten. Omgivningarna runt Rodeo är i huvudsak ett öppet busklandskap.